# Nörd-Forsberget
Nörd-Forsberget är ett naturreservat i Skellefteå kommun i Västerbottens län.
Området är naturskyddat sedan 2017 och är 50 hektar stort. Reservatet omfattar en sydostsluttning ner mot en liten myr och består av granskog med stort inslag av lövträd.